# Sculpture sur glace

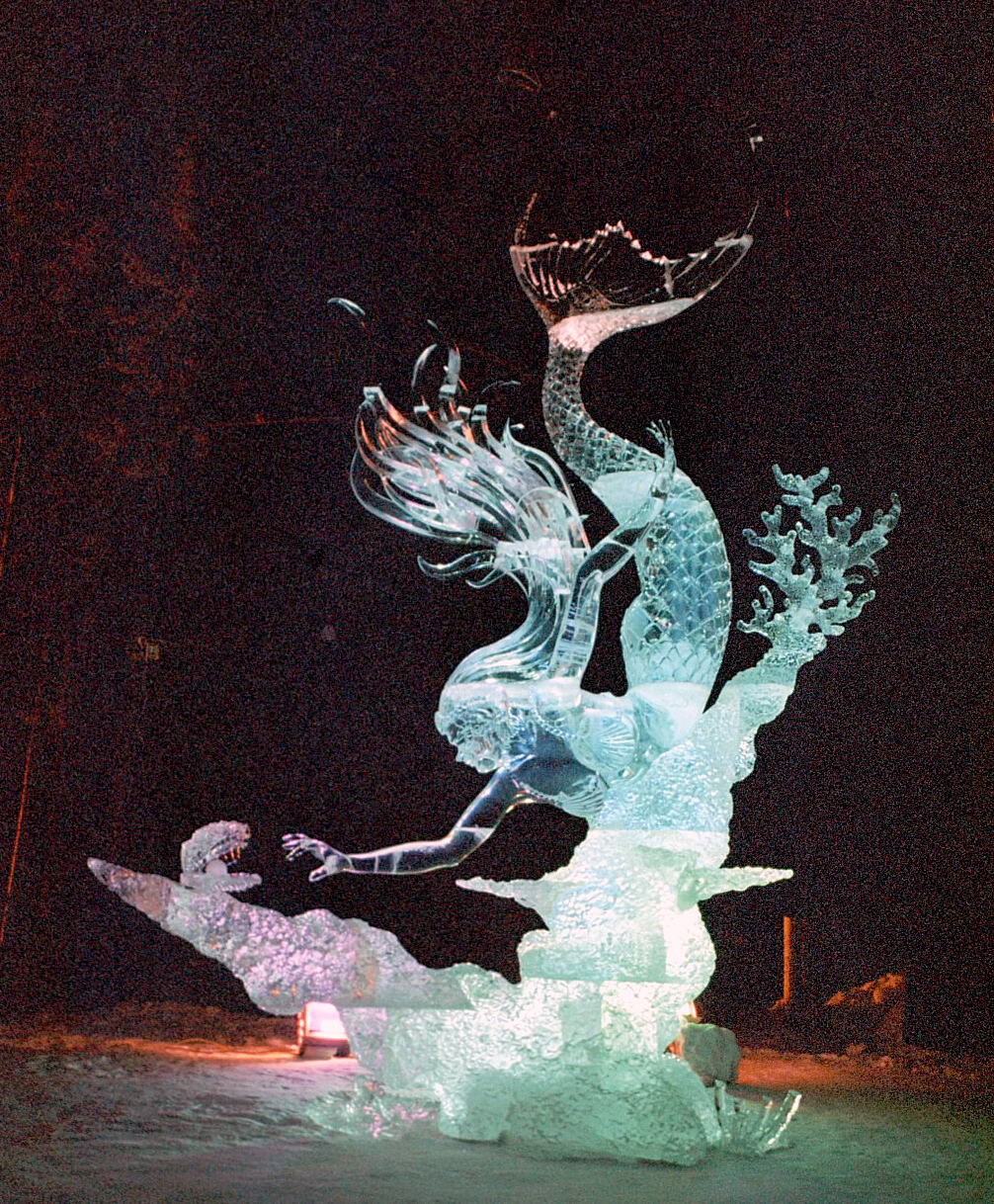
en à Fairbanks, Alaska lors des World Ice Art Championships.

La sculpture sur glace est une activité consistant à façonner la glace par l'élimination contrôlée de matériau, c'est l'acte de mise en forme artistique de la glace.
La durée de vie d'une sculpture est, dans un premier temps, déterminée par la température de son environnement et ainsi, elle peut varier de quelques minutes à quelques mois. Il existe de nombreux festivals de sculpture sur glace dans le monde.

## Origine de la sculpture sur glace
Les premières origines de la sculpture sur glace sembleraient venir de l’Europe, et plus particulièrement des pêcheurs italiens avant le XVIe siècle. Les pêcheurs italiens et espagnols auraient été les premiers à utiliser la glace pour conserver leur marée lors de leurs campagnes de pêche. Il semblerait que pendant les longues journées certains pêcheurs italiens, commencèrent à sculpter cette glace pour s’occuper.
En France, au début du XVIIe siècle, la glace était utilisée seulement pour rafraîchir les boissons.
Ce serait en 1671 que François Vatel, alors « Maître d’hôtel » du Prince de Condé[Qui ?] (au Château de Chantilly) fit réaliser un banquet de poissons servi sur « une mer de glace » réalisant des sculptures de glace rendant hommage à Hélios.
Par la suite, la sculpture de glace fit son apparition en Russie avec des réalisations de Palais de glace dont l’un des plus connus sera sans doute celui qui servira de cadre à une plaisanterie de fort mauvais goût : sous l’influence de l’impératrice Anne Ivanovna, un Palais de Glace fut construit pour célébrer la nuit de noces d’un prince déchu et d’une servante. Il s’élèvera sur le fleuve Neva gelé (proche de Saint-Pétersbourg) au cours de l’hiver de 1739-1740.
Au XIXe siècle, le commerce de la glace devint une industrie dont l’objet était la récolte de blocs de glace d’origine naturelle, ensuite vendue aux commerçants, aux industriels et aux particuliers.
Il semblerait que c’est à cette période que la sculpture sur glace fut réellement développée, améliorée et perfectionnée que ce soit par les Chinois, les Japonais ainsi que par les Canadiens et les Américains.
Aujourd’hui, la sculpture sur glace est populaire à travers le monde aussi bien pour des réceptions, événements et festivals.

## Matériau
La sculpture sur glace présente des difficultés à cause de la variabilité du matériau utilisé. La glace peut être sculptée dans des variantes de températures et les caractéristiques de la glace changeront selon sa température ou celle de son environnement. Les sculptures s'exécutent généralement à l'aide de blocs de glace et ces blocs peuvent être sélectionnés selon les besoins du sculpteur pour éviter toute « impureté » de son œuvre.

## Processus

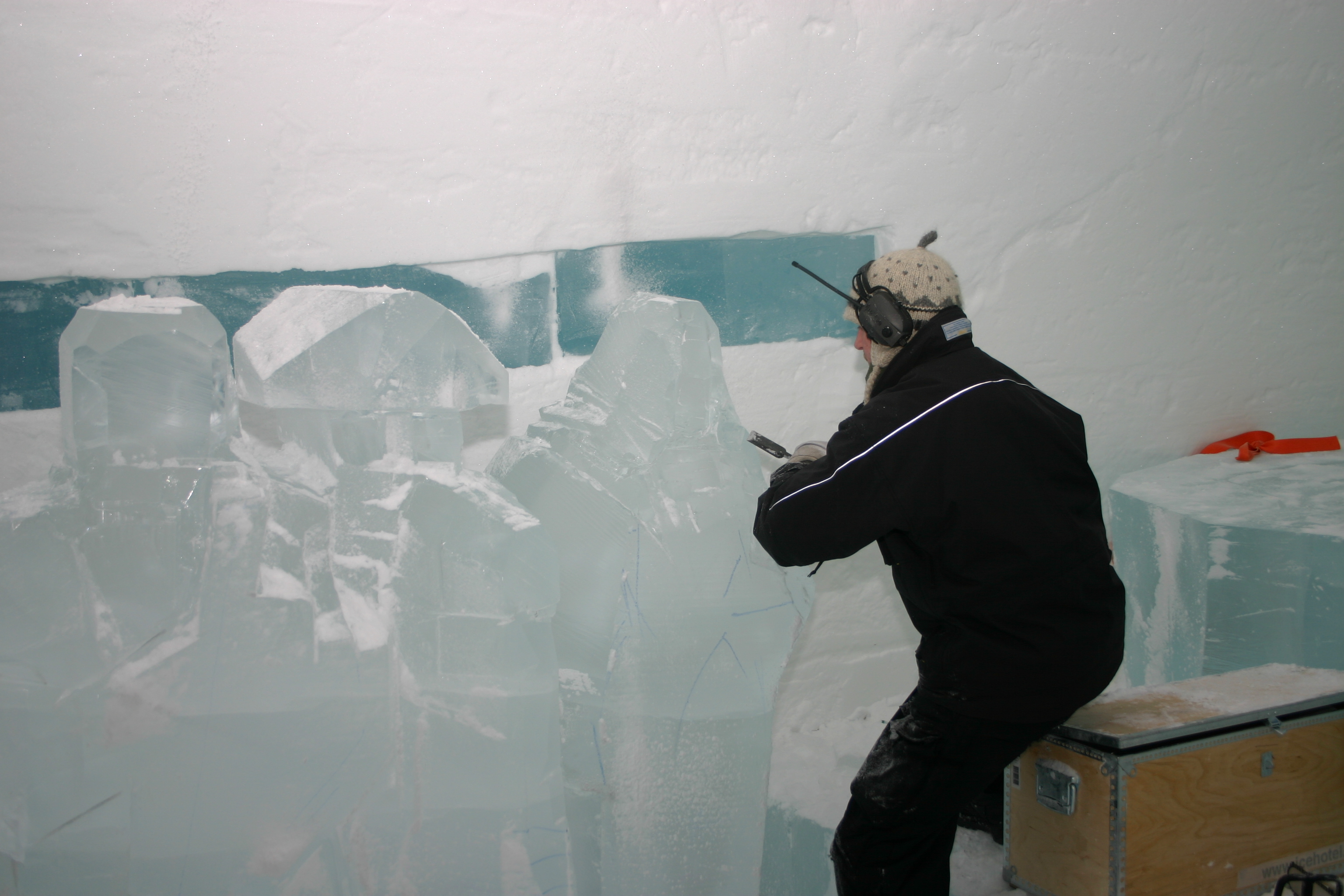
Raffinage.

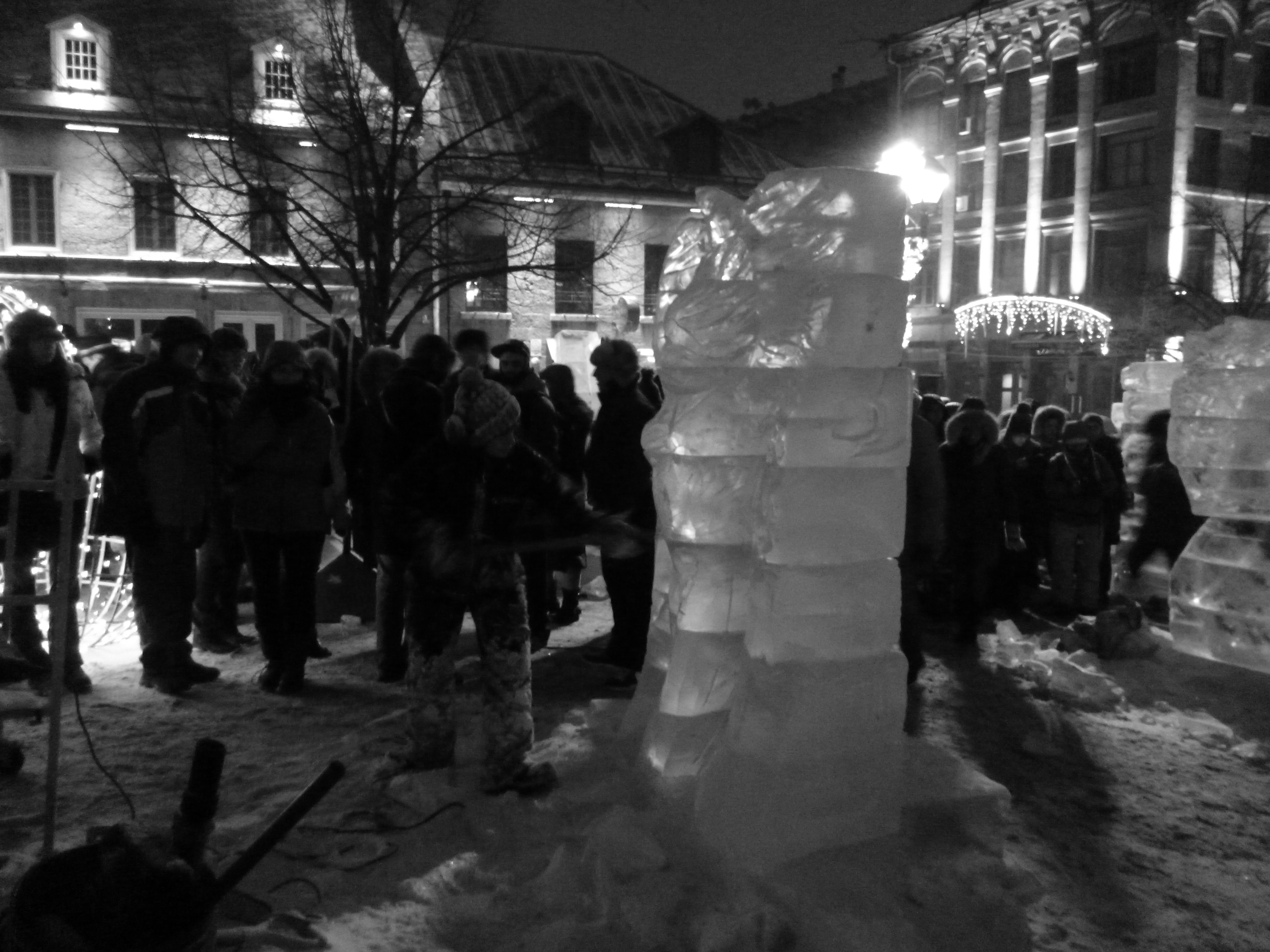
Sculpteur sur glace en action, lors de Montréal en lumière, en mars 2014.

Une fois la forme générale de la sculpture déterminée, le sculpteur utilise d'autres outils pour affiner la silhouette tels qu'un ciseau à dents (gradine), une gouge ou un fer à repasser. Il préfère travailler à l'abri du soleil et profiter de la nuit pour avoir un plus grand froid.

## Concours et festivals
- Championnat du monde de sculpture sur glace Fairbanks en Alaska
- Bal de neige de Ottawa,
- Festival de sculptures sur glace et de neige de Harbin,
- The International Ice Sculpture Festival[3] à Jelgava,
- Festival international de sculpture sur glace de Poznań,
- Concours international de sculpture sur glace et neige de Valloire[4]

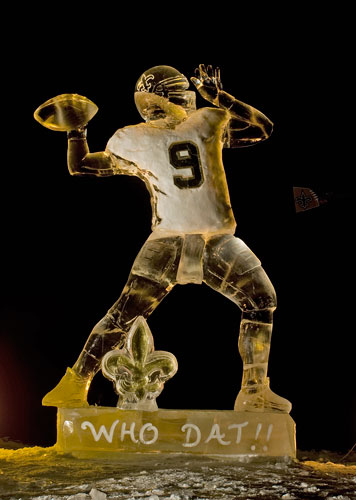
"Cool Brees": Représentation (2,7 m) de Drew Brees au World Ice Art Championships en 2010.
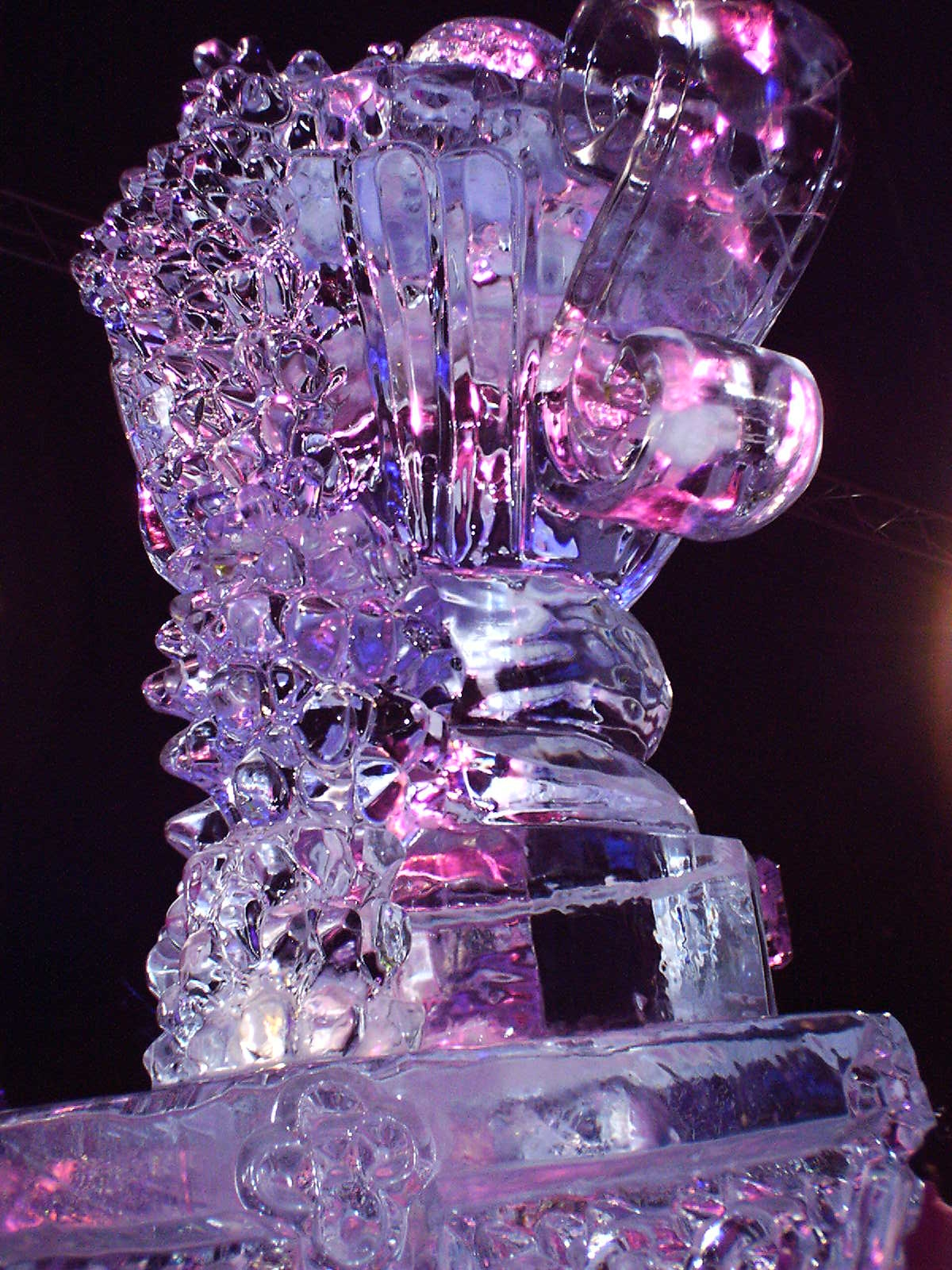
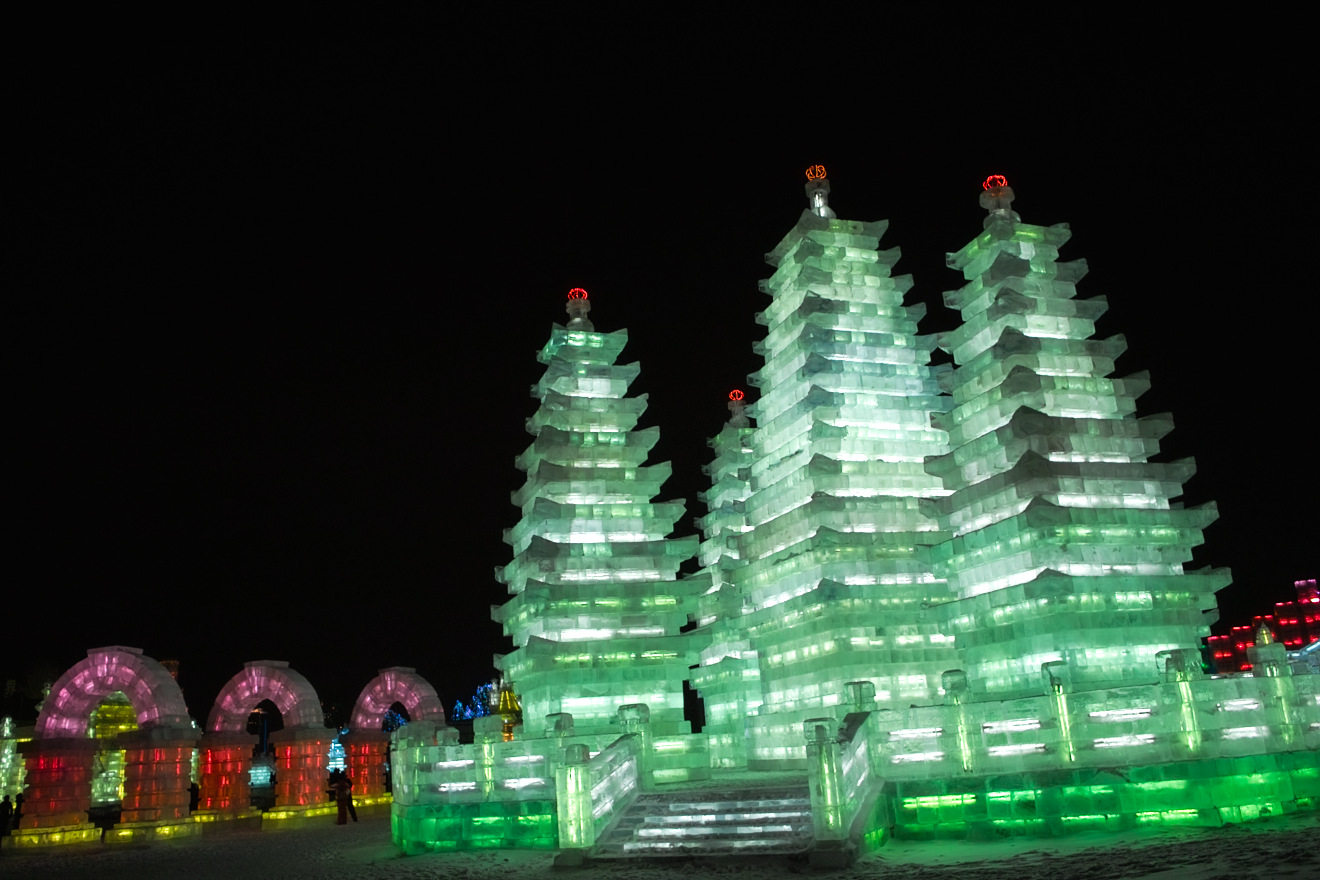
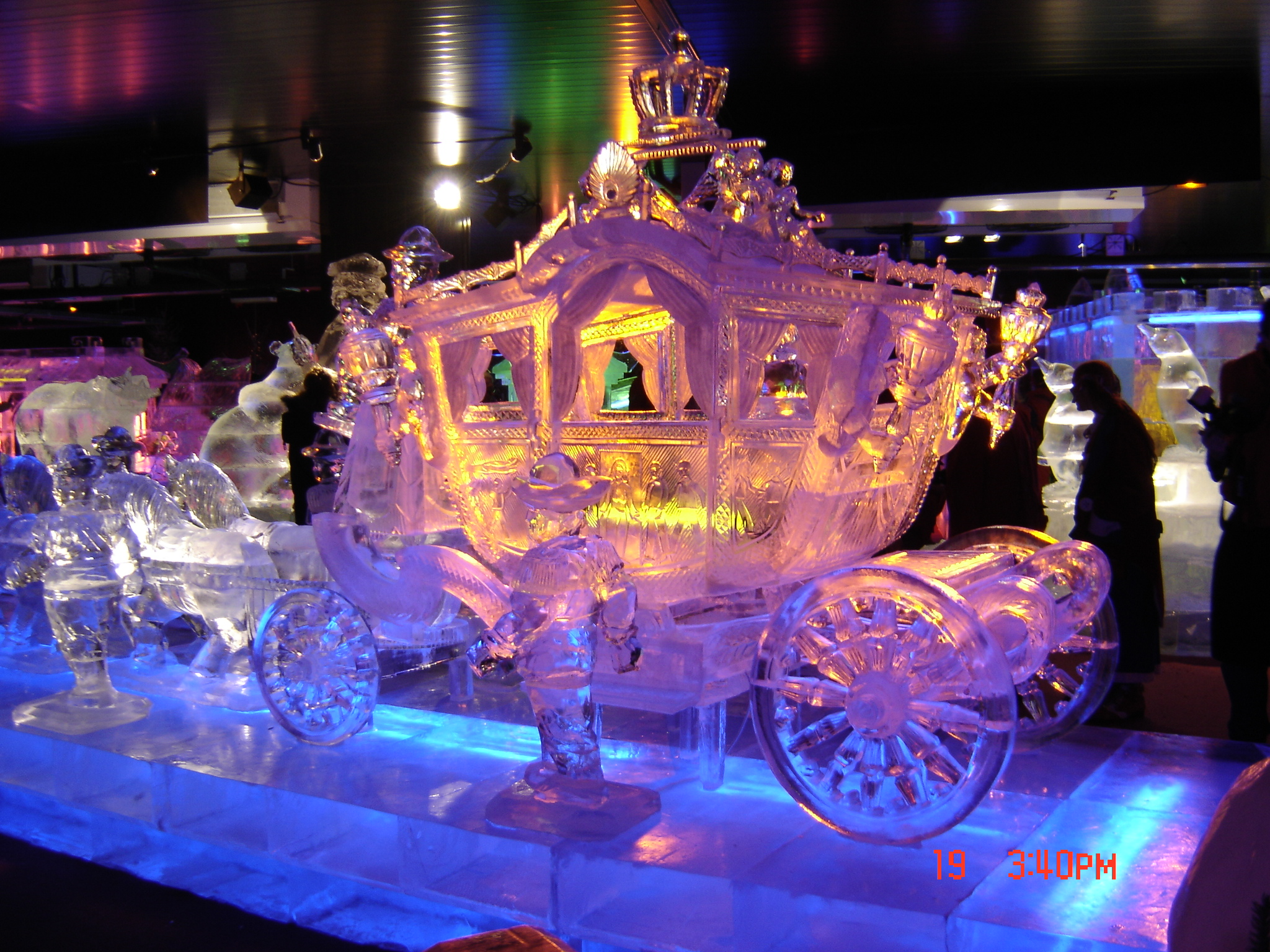
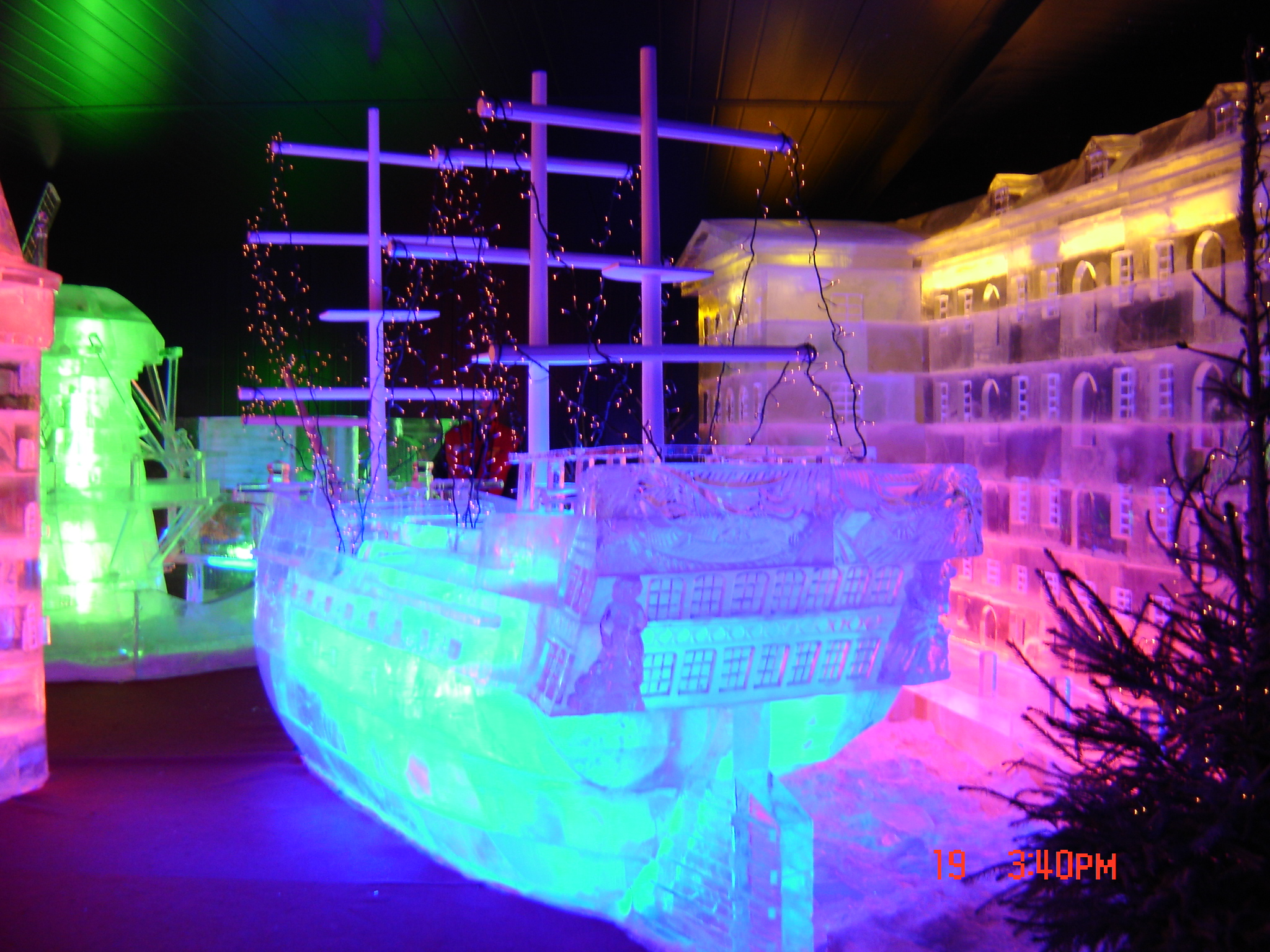
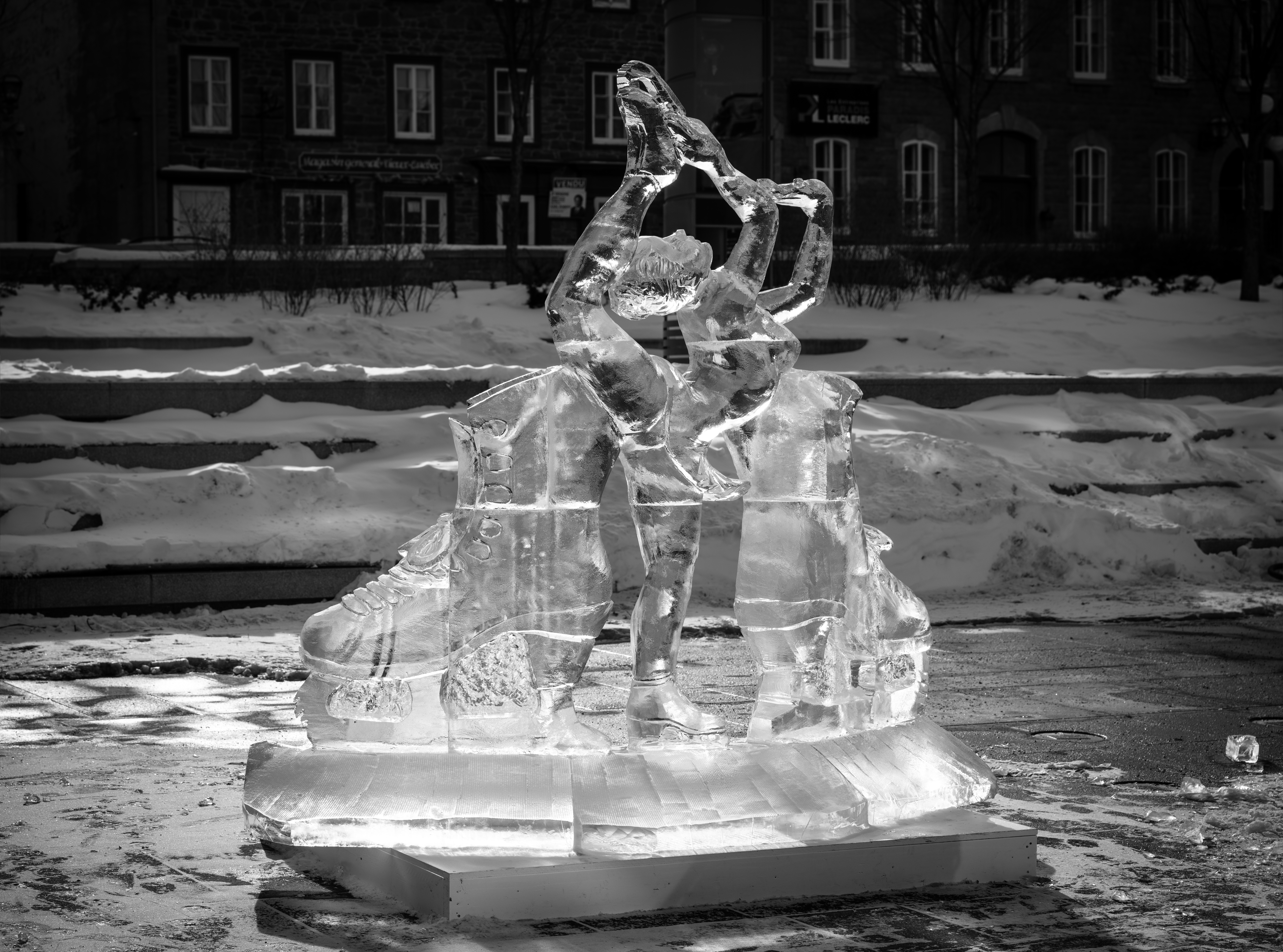